# تیفانی درویش
تیفانی درویش (انگلیسی: Tiffany Darwish; ۲ اکتبر ۱۹۷۱ – ) خواننده، کشتی‌گیر کشتی حرفه‌ای، صداپیشه و بازیگر اهل لبنان و ساکن ایالات متحده آمریکا است. از فیلم‌ها یا برنامه‌های تلویزیونی که وی در آن نقش داشته‌است می‌توان به آشنایی با مادر و تد ۲ اشاره کرد.